# Powiat Kunigami
Powiat Kunigami (jap. 国頭郡 Kunigami-gun) – powiat w Japonii, w prefekturze Okinawa. W 2024 roku liczył 62 253 mieszkańców.

## Miejscowości
- Kin
- Motobu
- Ginoza
- Higashi
- Ie
- Kunigami
- Nakijin
- Onna
- Ōgimi